# Medalla Luis Carlos Galán de Lucha Contra la Corrupción
La Medalla Luis Carlos Galán de Lucha Contra la Corrupción es una condecoración de carácter honorífico y vitalicio. Es otorgada previa selección realizada en sesión conjunta de las Comisiones de Ética de Senado de la República y de la Cámara de Representantes, por la Excelencia a la persona natural o jurídica que haya trabajado de manera ejemplar en la lucha contra la corrupción. Este reconocimiento es otorgado anualmente y se entrega durante el mismo acto de imposición de la Medalla Pedro Pascasio Martínez de Ética Republicana.

## Historia
Mediante la Ley 668 de 30 de julio de 2001 y con ocasión de la declaración del 18 de agosto como Día Nacional de la Lucha Contra la Corrupción en Colombia, el Gobierno de Colombia llevará a cabo una campaña de sensibilización y difusión de los valores éticos que deben inspirar la transformación moral de la República, recordando la lucha ejemplar que en defensa de los intereses del país y en contra de la corrupción efectuó el doctor Luis Carlos Galán y por la historia de ejemplar ejercicio y comportamiento del niño soldado Pedro Pascasio Martínez.
En ese sentido, el Congreso de la República de Colombia, creó la "Medalla Luis Carlos Galán de Lucha Contra la Corrupción", con su nombre y efigie impresos en alto relieve, que deberá entregarse el día 18 de agosto de cada año, previa selección realizada en sesión conjunta de las Comisiones de Ética del Senado de la República y de la Cámara de Representantes, a la persona natural o jurídica que haya trabajado de manera ejemplar en la lucha contra la corrupción.
Así mismo, se creó la "Medalla Pedro Pascasio Martínez de Ética Republicana", con el nombre y la efigie del niño soldado, que deberá entregarse el día 18 de agosto de cada año, previa selección realizada en sesión conjunta de las Comisiones de Ética de Senado de la República y de la Cámara de Representantes, a un colombiano o colombiana, menor de 25 años que, a través de iniciativas individuales o colectivas, haya trabajado en la recuperación de los valores éticos ciudadanos que conduzcan a la prevención de la corrupción.
Ambas condecoraciones, son entregadas el mismo día en acto solemne, dirigido por las Comisiones de Ética de Senado de la República y de la Cámara de Representantes.
Como homenaje en el primer año de entrega de la condecoración, la misma fue entregada a la familia Galán Pachón.

## Requisitos
La Medalla Luis Carlos Galán de Lucha Contra la Corrupción podrá concederse a personas naturales o jurídicas. También podrá concederse a título póstumo. Las Comisiones de Ética de Senado de la República y de la Cámara de Representantes, realizarán previo informe de Comisión Accidental, una evaluación de los perfiles de los candidatos, validando sus calidades, los servicios y/o iniciativas, méritos, ejecutorias, obras, estudios, investigaciones, aportes, logros, distinciones y reconocimientos en la lucha contra la corrupción, así como los soportes que confirmen la veracidad de los mismos.

## Descripción
La Medalla consiste en un disco con con el nombre y efigie impresos en alto relieve, así como la inscripción «Medalla Luis Carlos Galán de Lucha Contra la Corrupción». La Medalla penderá de una cinta para poder llevarla en el cuello. Será entregada por el Batallón Guardia Presidencial e impuesta por los Presidentes de las Comisiones de Ética de Senado de la República y de la Cámara de Representantes, en acto solemne y protocolario.

## Condecorados
| Año  | Tipo persona     | Nombre Condecorado                                                                                                 |
| ---- | ---------------- | --- |
| 2003 | Persona Natural  | Familia Galán Pachón                                                                                               |
| 2005 | Persona Natural  | Mayor de la Policía Nacional, Manuel Antonio Vásquez Prada                                                         |
| 2006 | Persona Jurídica | Universidad Industrial de Santander                                                                                |
| 2007 | Persona Jurídica | Veeduría Distrital de Bogotá D.C.                                                                                  |
| 2008 | Persona Natural  | Profesor Gerney Ríos González                                                                                      |
| 2009 | Persona Natural  | Cabo Primero del Ejército Nacional, Héctor Fernán Ramírez Reinoso                                                  |
| 2010 | Persona Natural  | Coronel Alberto Espitia Rojas                                                                                      |
| 2011 | Persona Jurídica | Dirección de Investigación Criminal e Interpol                                                                     |
| 2012 | Persona Jurídica | Programa Congreso Visible de la Universidad de los Andes (Colombia)                                                |
| 2013 | Persona Natural  | Coronel de la Policía Nacional Jorge Luis Vargas Valencia                                                          |
| 2014 | Persona Natural  | Teniente Coronel Adilson Nevardo Bueno Pineda                                                                      |
| 2015 | Persona Natural  | Juan Gómez Martínez                                                                                                |
| 2016 | Persona Natural  | Capitán del Ejército Nacional Hugo Germán Quintero Morales                                                         |
| 2017 | Persona Natural  | Magistrada Esperanza Najar Moreno, Tribunal Superior de Bogotá                                                     |
| 2018 | Persona Natural  | Brigadier General Jesús Alejandro Barrera Peña y al Doctor Marco Antonio Velilla Moreno                            |
| 2019 | Persona Natural  | Cabo Tercero del Ejército Brayan Quintero Hernández e Intendente de la Policía Nacional, Freddy Alfonso Páez Erazo |
| 2020 | Persona Jurídica | Fundación Red Universitaria Anticorrupción REDUVA                                                                  |
| 2021 | Persona Natural  | Subteniente Felipe Cubillos Garzón                                                                                 |
| 2022 | Persona Natural  | Alcibiades Libreros Varela                                                                                         |
| 2023 | Persona Jurídica | Universidad Nacional de Colombia                                                                                   |
| 2024 | Persona Natural  | Intendente Jefe Jhonny Pico Hernandez "Polizumba"                                                                  |